# 太原铁路枢纽西南环线
太原铁路枢纽西南环线位于太原铁路枢纽内，主要途经太原市区西南部，起自太兴铁路汾河站，终至太中铁路中鼎物流园站，开通运营于2019年12月11日。该线路是为缓解太原铁路枢纽通过能力紧张、实现太原铁路枢纽客货分流的重点工程项目。

## 线路
北起汾河站，向西向南跨汾河连接至白家庄线三给站，向南沿白家庄线至北堰车场后，继续向南后向西，经晋源区晋祠镇、小店区北格镇等，最终接入太中银铁路北六堡站，全长53.64公里。其中汾河站至三给站新建长约9公里的双线铁路；三给站至北堰车场段为既有铁路增二线，线路长度11.1公里；北堰车场至北六堡新建双线，线路长度33.4公里。
线路途经尖草坪区、万柏林区、晋源区、小店区及晋中市，2次上跨汾河、6次下穿河道，有柴村、野庄、跨太长高速等9座特大桥、11座大桥、8座中桥以及晋祠、东晋、柴村3座隧道，其中2座为长大隧道，合计长度20余公里。线路设晋源半地下站，穿越太原市中心城区。

## 车站
- 汾河站
- 三给站
- 太原西站
- 义井站
- 晋源站
- 晋祠站
- 西草寨站
- 北格站
- 北六堡站